# Kopalnia Węgla Kamiennego Wirek
Kopalnia Węgla Kamiennego Wirek (od 1849 do 1928 roku Hugo-Zwang, od 1939 do 1945 roku Godulla-Schachtanlage ) – kopalnia węgla kamiennego działająca od 1849 roku do 1 stycznia 1954. Kopalnia znajdowała się w Kochłowicach, dzielnicy Rudy Śląskiej.

## Historia
Początek kopalni Wirek wiązał się z połączeniem kopalń Hugo (nadanie 10 kwietnia i 14 lipca 1824 roku) i Zwang (nadanie 28 października 1828 roku) w 1849 roku w jeden zakład Hugo-Zwang. Właścicielami połączonej kopalni byli członkowie rodu Henckel von Donnersmarck.
Dalsze powiększanie pola górniczego kopalni Hugo-Zwang obejmowało przyłączenie sąsiednich kopalń i innych pól górniczych:
- Alexandrine (nadanie 3–14 września 1828 roku), samodzielna kopalnia eksploatowana w latach 1867-1893
- Beatenssegen I (nadanie 29 lipca 1843 roku, rozdzielone w 1892 roku na dwa pola)
- Barenhof (nadanie 17 maja 1855 roku, powiększone 2 listopada 1869 roku)
- Conrad (nadanie 1-28 września 1841 roku)
- Caviar (nadanie 14 grudnia 1843 roku)
- Emanuel (nadanie 24 grudnia 1839 roku oraz 7 stycznia 1840 roku)
- Engelbertha (nadanie 14 grudnia 1843 roku)
- Heilige Drei Könige (nadanie 3–29 grudnia 1838 roku, samodzielna kopalnia od około 1841 roku)
- Kochlowitz (nadanie 20 lutego 1855 roku, powiększone 22 maja 1867 roku)
- Köpfeloben (nadanie 23-30 kwietnia 1841 roku)
- Lory I (nadanie 23-30 marca 1841 roku, rozdzielone w 1911 roku)
- Manteuffel (nadanie 11 września 1857 roku)
- Paul (nadanie 21 lutego – 25 marca 1840 roku, samodzielna kopalnia w latach 1887–1889)
- Radoshau (nadanie 13 kwietnia 1855 roku, powiększone 21 kwietnia 1867 roku)
- Selma (nadanie 5–23 marca 1836 roku, samodzielna kopalnia w latach 1859—1869, w 1891 roku przejęta przez Donnersmarcków)
- Siegfried (nadanie nad. 12 kwietnia - 2 maja 1843 roku, powiększone 7 stycznia 1867 roku)
- Wehowski (nadanie 15 grudnia 1869 roku)
- Zufall (nadanie 17 stycznia – 1 lutego 1842 roku, powiększone 14 stycznia 1867 roku, samodzielna kopalnia w latach 1875—1881)

Co najmniej od 1910 roku w kopalni działała dołowa kolej elektryczna, wyposażona w automatyczny system sygnalizacji  .
W 1912 roku przyjęto do pracy górników z Westfalii, urodzonych na Górnym Śląsku reemigrantów zarobkowych  .
W 1918 roku doszło do sześciodniowego strajku pracowników kopalni.
W 1921 roku właścicielem kopalni zostało przedsiębiorstwo The Henckel von Donnersmarck-Beuthen Estates Limited. W tymże roku miał miejsce dwutygodniowy strajk załogi.
W 1928 roku kopalnię przejęła spółka akcyjna Wirek Kopalnie (niem. Wirek Aktiengesellschaft). W tymże roku zmieniono nazwę Hugo-Zwang na Wirek.
1 października 1933 roku podjęto decyzję o zatopieniu kopalni. 6 października 1933 roku zakład został unieruchomiony. Pole górnicze kopalni zostało przyłączone do kopalni Lech.
30 kwietnia 1941 roku doszło do rozwiązania niemieckiej spółki Wirek .
Ponowne uruchomienie kopalni nastąpiło w 1943 roku przez Niemców. Stanowiła ona wówczas część kopalni Godulla.
Po II wojnie światowej, w 1945 roku kopalnia została usamodzielniona i znacjonalizowana, należała do Rudzkiego Zjednoczenia Przemysłu Węglowego.
1 stycznia 1954 roku kopalnia Wirek została włączona do nowo powstałej kopalni Nowy Wirek.

## Wydobycie
Wydobycie węgla kamiennego wyniosło:
- 50 729 ton  w 1873 roku[3]
- 455 977 ton w 1913 roku[3]